# بيت 365
مجموعة Bet365 المحدودة (أو "bet365" كما هو مُتداول) هي شركة بريطانية مُتخصصة في مجال العاب الكازينو عبر الإنترنت ويقع المقر الرئيسي للشركة في المملكة المتحدة. ويضم هيكلها الوظيفي أكثر من 4000 شخص اعتبارا من عام 2020.

## نظرة عامة
بيت 365 هي شركة مُتخصصة في تقديم العاب الكازينو والمراهنات عبر الإنترنت للعملاء في أغلب أنحاء العالم حيث تمتلك العديد من المكاتب والمقرات في مانشستر، وجبل طارق، ومالطا، وبلغاريا، وأستراليا.
بيت 365 هو اسم التجاري لشركة هيل سايد المحدودة. ويتم تحت هذا الاسم إطلاق حملات الدعايا والإعلان المُختلفة بما في ذلك برامج التسويق بالعمولة

## التاريخ
تأسست الشركة في عام 2000 في مبنى متنقل في ستوك أون ترينت من قبل دينيس كوتس. قامت دينيس بتطوير منصة للرهان الرياضي وأطلق فريقها أعماله التجارية عبر الإنترنت في مارس عام 2001. اقترضت الشركة 15 مليون جنيه إسترليني من بنك إسكتلندا الملكي لتستحوذ على شركة والدها بيتر كوتس الذي أنشأها عام 1974، وتولى والدها منصب العضو المُنتدب عام 1995. وتم بيع هذا المتجر في عام 2005 بقيمة 40 مليون جنيه إسترليني لشركة كورال لتُسدد القرض الذي أخذته من بنك إسكتلندا الملكي.
بيتر كوتس يتولى منصب المُدير التنفيذي لنادي ستوك سيتي الإنجليزي، وفي مايو 2012 وقعت شركة بيت 365 عقدًا لمدة ثلاث سنوات مع النادي لتحصل على حقوق الرعاية ويظهر اسم الشركة على قمصان اللاعبين وفي أبريل 2016، أصبحت الشركة هي الراعي الجديد لملعب النادي في المواسم الستة المُقبلة، لتحل محل غريمتها المحلية بريتانيا. في صيف عام 2016، وقعت الشركة أيضًا اتفاقية لرعاية عدّة نوادي بلغارية مثل؛ نادي لودوغورتس رازغراد وسلافيا صوفيا خلال موسميْن تالييْن
بحسب آخر إحصاء تمّ في مارس عام 2018 تبين أن حجم الرهانات التي تمَّت بواسطة الشركة وصلت إلى 52.56 مليار جنيه إسترليني، أما إيرادات الشركة فقد وصلت إلى 2.86 مليار جنيه إسترليني وأرباحها الصافية وصلت إلى 660.3 مليون جنيه إسترليني.
الرئيس التنفيذي المشترك دينيس كوتس تمتلك الحصّة الأكبر من أسهم الشركة والتي تصل إلى 50.1%. بينما شقيقها جون الذي يتولى منصب الرئيس التنفيذي المشترك أيضًا يدير أعمال الشركة بجانبها وبجانب والدهما بيتر الذي يشغل منصب رئيس مجلس الإدارة.
من عام 2020، أصبحت الشركة أولى شركات المراهنات الرياضية التي تُقدِّم خيار الدفع المُبكر للأرباح.

## الجوائز والإنجازات
فازت الشركة بجائزة «أفضل مشغل لعام 2010» من مجلة eGaming. كما جاءت في المرتبة الثالثة في قائمة صحيفة صنداي تايمزلأعلى 100 شركة إنجليزية تعمل في مجال كرة القدم من حيث معدل تزايد الأرباح. وتُعتبَّر أيضا واحدة من أسرع الشركات نموًا في مجا تكنولوجيا وسائل الإعلام والاتصالات بحسب صحيفة صنداي تايمز.
في مراجعة مجلة eGaming حصلت الشركة على المرتبة الأولى كأفضل شركة تُقدم الألعاب المراهنات على الإنترنت في عام 2010 و 2011 و 2012 في قائمة أفضل 50 شركة تعمل في مجال العاب الإنترنت. كما أن دينيس كوتس المؤسس والرئيس التنفيذي المشارك للشركة تلقت جائزة سيدة المُجتمع لعام 2012 لخدماتها التي قدمتها للمُجتمع والأعمال. في فبراير 2013 صُنفَّت دينيس كوتس على أنها واحدة من أقوى 100 امرأة في المملكة المتحدة من قبل برنامج womman's Hour المُذاع راديو بي بي سي 4.

## الخلافات
في تشرين الأول / أكتوبر 2014 ذكرت صحيفة الغارديان أن شركة بيت 365 قد عرضَّت خدماتها للمُراهنين الصينيين وتلقت منهم رهانات مُستخدمة أسماء نطاقات مُختلفة لتجنب رقابة الحكومة الصينية على الإنترنت.
في عام 2016، تم تغريم شركة Bet365 مبلغ 2.75 مليون دولار أسترالي عن الدعايات المُضللة التي وعدّت العملاء كذبًا إلى «رهانات مجانية».
دينيس كوتس أصبحت أعلى مُدير تنفيذي من حيث الراتب في المملكة المتحدة خلال عام 2017، حيث أنها منحت نفسها راتب يصل إلى 217 مليون جنيه إسترليني. في عام 2018، ارتفع راتبها ليصل إلى 265 مليون جنيه استرليني نظرًا لأن الشركة حققت أرباحًا بنسبة 31% أي وصلت إلى 660 مليون جنيه إسترليني، مما أثار انتقادات واسعة من الهيئات المُستقلّة غير الهادفة للربح التي تُكافح مُشكلات إدمان القمار. في يناير/ كانون الثاني من عام 2019، جاءت شركة بيت 365 في المرتبة الثانية في قائمة صحيفة صنداي تايمز لأعلى دافعي الضرائب، حيث أن أسرة كوتس دفعت ضرائب تُقدَّر بـ 156 مليون جنيه استرليني، كان نصيب دينيس وحدها هو 99 مليون دولار.